# Рюэгзау
Рюэгзау (нем. Rüegsau) — коммуна в Швейцарии, в кантоне Берн.
Входит в состав округа Траксельвальд. Население составляет 3028 человек (на 31 декабря 2006 года). Официальный код — 0956.